# Everyone Else
Pour plus de détails, voir Fiche technique et Distribution.
Everyone Else (Alle Anderen) est un film allemand réalisé par Maren Ade et sorti en 2009.

## Synopsis
Dans le cadre ensoleillé de la Sardaigne, un couple allemand, Gitti, attachée de presse, et Chris, architecte en mal de reconnaissance, passent des vacances dans la maison familiale du jeune homme. Repos et décontraction sont au programme, mais de menus conflits émaillent leur vie commune. L'arrivée d'un autre couple, amis de Chris, provoque avec plus de netteté des heurts entre Gitti et Chris. Sana et Hans, les nouveaux venus, ne donnent-ils pas l'image d'un duo parfait au point d'exacerber tensions et jalousie entre Gitti et Chris, d'autant plus lorsque Hans et Sana leur annonce qu'ils attendent leur premier enfant et qu'elle est au début de sa grossesse ? Pourtant, au-delà des apparences, se dissimulent les compromis. Le couple heureux n'est pas forcément celui que l'on imagine. La vérité n'est-elle pas, en réalité, plus complexe ?

## Fiche technique
- Titre : Everyone Else
- Titre original : Alle Anderen
- Réalisation et scénario : Maren Ade
- Photographie : Bernhard Keller
- Montage : Heike Parplies
- Son : Daniel Iribarren, Jörg Kidrowski
- Décors : Silke Fischer, Volko Kamensky
- Production : Janine Jackowski, Dirk G. Engelhardt, Maren Ade pour Südwestrundfunk (SWR), Westdeutscher Rundfunk (WDR), ARTE, Komplizen Film
- Format : 1,85:1 - Couleur
- Durée : 119 minutes
- Pays d'origine :  Allemagne
- Dates de sortie :
  - Allemagne : 2009 (Festival de Berlin)
  - France : 8 décembre 2010

## Distribution
- Birgit Minichmayr : Gitti
- Lars Eidinger : Chris
- Hans-Jochen Wagner : Hans
- Nicole Marischka (de) : Sana
- Carina N. Wiese : la sœur de Chris

## Récompenses
- Ours d'argent et Grand prix du jury au Festival de Berlin 2009
- Prix d'interprétation féminine au Festival de Berlin 2009 pour Birgit Minichmayr
- Prix FIPRESCI et meilleur réalisateur au Festival international du film indépendant de Buenos Aires 2009
- Meilleure réalisatrice au Festival international du film féminin de Dortmund 2009

## Commentaires
Contrairement à son premier film, The Forest for the Trees (Der Wald von lauter Baüme) (2003), Maren Ade évite de créer, dans la mesure du possible, un climat d'empathie à l'égard des personnages d' Everyone Else, un couple en état de crise latente. Car, effectivement, il serait plutôt difficile de dire ce qui a changé réellement dans la vie de Gitti et de Chris : « aucun événement dramatique n'a lieu, aucun traumatisme ne doit être surmonté, rien de tragique ne vient catalyser des explosions de sentiments. Simplement, toutes les irritations, les moments de heurts et les transgressions sont poussés à leur paroxysme. ».
« Je voulais [...] prendre la vie du couple (Gitti/Chris) sur le vif, avec ses hauts et ses bas. Cela ne m'intéressait pas, à la limite, de savoir s'ils allaient rester ensemble ou non, à la fin. Je ne suis pas là pour porter un jugement sur ce couple, juste pour l'observer », déclare Maren Ade.
De fait, « ce qui surprend [...] dans ce film est peut-être l'absence délibérée de toute focalisation sur les personnages et de tout jugement. » Le processus est développé ensuite au plus haut degré « lorsque le couple se trouve confronté à son reflet en miroir par l'intermédiaire de Hans, architecte reconnu, sûr de lui et paternaliste, et sa femme illustratrice. »>
« Au départ, je souhaitais centrer le film sur Chris et Gitti. Puis, j'ai trouvé intéressant de les confronter à un autre couple, beaucoup mieux inséré socialement, et auquel ils vont nécessairement se comparer. [...] la vue de ce couple, que les autres admirent, va les conduire à douter d'eux-mêmes et de leur avenir ensemble », précise la réalisatrice.
Dans Everyone Else, les conflits n'émergent que sous l'angle de la dérision et de l'humour. Paradoxalement, le propos du film n'est pas à prendre à la légère. « Si Everyone Else prête à sourire [...], il n'a cependant rien d'une comédie. [...] il ne saurait pas davantage être assimilé au registre de la tragédie. Ce long métrage surgit comme le film le plus complexe, le plus fouillé et le plus créatif [...] sur la relation de couple, avec son cortège d'humiliations, de secrets, de rancunes et de mensonges. ».
En ce qui concerne le personnage masculin, interprété par Lars Eidinger, Stéphane Delorme, rédacteur en chef des Cahiers du cinéma, écrit : « Ce que la cinéaste fait de ce personnage masculin est admirable, et on se dit une fois de plus que le cinéma a besoin urgemment aujourd'hui de points de vue de femmes cinéastes sur des hommes. » Il décrit Chris tel un « magnifique Narcisse, Pierrot solaire, avec sa tête encore enfantine mais déjà dégarnie », offrant une « image rare de la fragilité masculine. ».